# Unione Sportiva Sassuolo Calcio 2009-2010
Questa voce raccoglie le informazioni riguardanti l'Unione Sportiva Sassuolo Calcio nelle competizioni ufficiali della stagione 2009-2010.

## Stagione
La stagione 2009-2010 inizia per il Sassuolo con 9 punti nelle prime cinque partite e la prima sconfitta che arriva il 22 settembre sul campo del Brescia (3-1). La squadra riparte a rilento restando comunque sempre nella parte alta della classifica. Il girone di andata si chiude con un pareggio contro il Lecce (1-1) con i neroverdi in seconda posizione a 36 punti, alle spalle dei salentini. Dopo la sconfitta interna contro il Torino (2-3) il Sassuolo ottiene due vittorie in casa della Salernitana (1-4) e al Braglia contro l'Empoli (3-2) che regalano alla squadra di Pioli il quarto posto in classifica e la qualificazione ai Play-off dove affronteranno nelle semifinali il Torino. La semifinale di andata, giocata a Torino il 2 giugno termina con un pareggio (1-1) con gol di Martinetti per il Sassuolo e di Rolando Bianchi per la squadra granata. Il ritorno, giocato allo Stadio Braglia il 6 giugno vede la vittoria della squadra ospite granata sul Sassuolo che batte (1-2) i neroverdi.

## Divise e sponsor
La maglia casalinga è a strisce verticali nero-verde, quella per la trasferta bianca con alcuni ricami sui fianchi verdi e la terza divisa completamente blu.
Lo sponsor tecnico è la Sportika, mentre lo sponsor ufficiale è la Mapei.

## Organigramma societario
Area direttiva
- Presidente: Carlo Rossi
- Vicepresidenti: Lauro Silvestrini, dott. Sergio sassi
- Amministratore delegato: dott. Sergio Sassi
- Socio: dott. Giorgio Squinzi, Enzo Castelli
- Consigliere: dott. Giorgio Squinzi
- Relazioni esterne: Remo Morini
- Marketing: Remo Morini
- Segretario sportivo: Gerardo Esposito

Area organizzativa
- Team manager: Andrea Tarozzi

Area tecnica
- Direttore generale: Giovanni Rossi
- Direttore sportivo: Giovanni Rossi
- Allenatore: Stefano Pioli
- All. in seconda: Giacomo Murelli
- Preparatore atletico: Luca Morellini
- Allenatore dei portieri: Alberto Bartoli
- Responsabile sanitario: dott. Donato Rutigliano
- Fisioterapista: Diego Mantovani
- Massaggiatore: Gennady Belenkyi
- Responsabile magazzino: Alfonso De Santo

## Rosa
| N. |                      | Ruolo | Calciatore                           |
| -- | -------------------- | ----- | ------------------------------------ |
| 1  | Italia (bandiera)    | P     | Alberto Gallinetta                   |
| 3  | Italia (bandiera)    | D     | Nicola Donazzan                      |
| 4  | Italia (bandiera)    | C     | Francesco Magnanelli (vice capitano) |
| 5  | Italia (bandiera)    | D     | Sebastiano Girelli                   |
| 5  | Rep. Ceca (bandiera) | C     | Milan Jirásek                        |
| 6  | Italia (bandiera)    | D     | Marco Piccioni (capitano)            |
| 7  | Italia (bandiera)    | A     | Gaetano Masucci                      |
| 8  | Italia (bandiera)    | C     | Luigi Riccio                         |
| 9  | Italia (bandiera)    | A     | Riccardo Zampagna                    |
| 10 | Italia (bandiera)    | A     | Daniele Martinetti                   |
| 12 | Italia (bandiera)    | P     | Alfonso Della Corte                  |
| 13 | Italia (bandiera)    | D     | Angelo Rea                           |
| 14 | Italia (bandiera)    | D     | Marco Gorzegno                       |
| 15 | Italia (bandiera)    | D     | Tiziano Polenghi                     |
| 16 | Senegal (bandiera)   | A     | Mame Thiam                           |
| 17 | Italia (bandiera)    | P     | Alberto Pomini                       |
| 18 | Italia (bandiera)    | A     | Alessandro Noselli                   |
| 19 | Italia (bandiera)    | C     | Emiliano Salvetti                    |
| 20 | Italia (bandiera)    | C     | Massimiliano Fusani                  |

| N. |                       | Ruolo | Calciatore           |
| -- | --------------------- | ----- | -------------------- |
| 21 | Italia (bandiera)     | A     | Daniele Quadrini     |
| 22 | Italia (bandiera)     | C     | Albanese Pellegrino  |
| 23 | Italia (bandiera)     | C     | Mario Titone         |
| 24 | Italia (bandiera)     | D     | Fabrizio Anselmi     |
| 24 | Italia (bandiera)     | D     | Roberto Magro        |
| 26 | Italia (bandiera)     | A     | Diego Falcinelli     |
| 27 | Italia (bandiera)     | D     | Nicolò Consolini     |
| 28 | Ungheria (bandiera)   | C     | Attila Filkor        |
| 30 | Italia (bandiera)     | D     | Mauro Minelli        |
| 32 | Italia (bandiera)     | P     | Walter Bressan       |
| 48 | Australia (bandiera)  | C     | Carl Valeri          |
| 57 | Italia (bandiera)     | C     | Mariano Romano       |
| 77 | Italia (bandiera)     | A     | Umberto Bellani      |
| 83 | Italia (bandiera)     | D     | Gianluigi Bianco     |
| 89 | Svizzera (bandiera)   | D     | Jonathan Rossini     |
| 90 | Italia (bandiera)     | C     | Giorgio Schiavini    |
| 91 | Italia (bandiera)     | C     | Filippo Costa        |
| 92 | Portogallo (bandiera) | C     | Pedro Costa Ferreira |

## Risultati

### Campionato

#### Andata
| Arbitro: | Calvarese (Teramo) |

|                           |           |  |
| Riccio 25’ J. Rossini 80’ | Marcatori |  |

| Arbitro: | Ciampi (Roma) |

|             |           |             |
| Sgrigna 31’ | Marcatori | 50’ Masucci |

| Arbitro: | Guida (Torre Annunziata) |

|                       |           |               |
| Riccio 47’ Fusani 57’ | Marcatori | 83’ Siligardi |

| Arbitro: | Pinzani (Empoli) |

|           |           |               |
| Viana 48’ | Marcatori | 90+4’ Masucci |

| Arbitro: | Damato (Barletta) |

|                |           |           |
| Martinetti 30’ | Marcatori | 73’ Nassi |

| Arbitro: | Gava (Conegliano) |

|                                              |           |             |
| A. Caracciolo 35’ (rig.), 59’ Possanzini 67’ | Marcatori | 5’ Zampagna |

| Arbitro: | Orsato (Schio) |

|              |           |            |
| Salvetti 19’ | Marcatori | 52’ Bucchi |

| Arbitro: | Nasca (Bari) |

|              |           |                                                  |
| Bernacci 10’ | Marcatori | 2’ Polenghi 22’, 42’, 50’ Noselli 64’ Martinetti |

| Arbitro: | Tozzi (Ostia Lido) |

|                            |           |                                      |
| Martinetti 33’ Noselli 55’ | Marcatori | 36’, 82’ Carobbio 43’ (rig.) Joelson |

| Bergamo 19 ottobre 2009, ore 20:45 CEST 10ª giornata | AlbinoLeffe        | 0 – 0 referto | Sassuolo | Stadio Atleti Azzurri d'Italia (3.690 spett.)\| Arbitro: \| Velotto (Grosseto) \| |
| Arbitro:                                             | Velotto (Grosseto) |               |          |                                                                                   |

| Arbitro: | Candussio (Cervignano del Friuli) |

|            |           |  |
| Riccio 45’ | Marcatori |  |

| Arbitro: | Celi (Campobasso) |

|  |           |                                                 |
|  | Marcatori | 10’ Zampagna 25’ (rig.) Salvetti 44’ Martinetti |

| Modena 7 novembre 2009, ore 15:30 CET 13ª giornata | Sassuolo       | 0 – 0 referto | Modena | Stadio Alberto Braglia (10.319 spett.)\| Arbitro: \| Romeo (Verona) \| |
| Arbitro:                                           | Romeo (Verona) |               |        |                                                                        |

| Arbitro: | Gervasoni (Mantova) |

|  |           |                          |
|  | Marcatori | 40’ Polenghi 65’ Noselli |

| Arbitro: | Pinzani (Empoli) |

|             |           |                            |
| Noselli 86’ | Marcatori | 10’ Moscardelli 13’ Guerra |

| Arbitro: | Orsato (Schio) |

|                       |           |                         |
| Mastronunzio 31’, 74’ | Marcatori | 25’ Masucci 83’ Noselli |

| Arbitro: | Doveri (Roma) |

|                             |           |  |
| J. Rossini 59’ Titone 90+2’ | Marcatori |  |

| Arbitro: | Trefoloni (Siena) |

|  |           |             |
|  | Marcatori | 77’ Noselli |

| Arbitro: | Peruzzo (Schio) |

|                                                 |           |                        |
| Balestri 36’ (aut.) Quadrini 45’ Martinetti 51’ | Marcatori | 57’ Soligo 66’ Dionisi |

| Arbitro: | Banti (Livorno) |

|             |           |             |
| Coralli 90’ | Marcatori | 42’ Noselli |

| Arbitro: | Tagliavento (Terni) |

|             |           |            |
| Noselli 75’ | Marcatori | 70’ Mesbah |

#### Ritorno
| Arbitro: | Guida (Torre Annunziata) |

|                       |           |                          |
| Bonvissuto 64’ (rig.) | Marcatori | 59’ Bianco 90+3’ Noselli |

| Arbitro: | Banti (Livorno) |

|                            |           |                    |
| Noselli 54’ Martinetti 69’ | Marcatori | 87’ (rig.) Sgrigna |

| Arbitro: | Rocchi (Firenze) |

|  |           |              |
|  | Marcatori | 38’ Quadrini |

| Arbitro: | Valeri (Roma) |

|                |           |                      |
| Zampagna 90+1’ | Marcatori | 5’ Daino 75’ Mancini |

| Arbitro: | Rizzoli (Bologna) |

|                                     |           |                |
| Magnanelli 42’ (aut.) Pellicori 57’ | Marcatori | 62’ Martinetti |

| Arbitro: | Saccani (Mantova) |

|  |           |                         |
|  | Marcatori | 11’ Vass 62’ Possanzini |

| Arbitro: | Valeri (Roma) |

|  |           |              |
|  | Marcatori | 76’ Donazzan |

| Arbitro: | Guida (Torre Annunziata) |

|  |           |               |
|  | Marcatori | 64’ Antenucci |

| Arbitro: | Morganti (Ascoli Piceno) |

|                        |           |                          |
| Pinilla 6’, 11’ (rig.) | Marcatori | 36’ Gorzegno 46’ Masucci |

| Modena 23 marzo 2010, ore 20:45 CET 31ª giornata | Sassuolo          | 0 – 0 referto | AlbinoLeffe | Stadio Alberto Braglia (2.429 spett.)\| Arbitro: \| Trefoloni (Siena) \| |
| Arbitro:                                         | Trefoloni (Siena) |               |             |                                                                          |

| Cittadella 27 marzo 2010, ore 15:30 CET 32ª giornata | Cittadella    | 0 – 0 referto | Sassuolo | Stadio Piercesare Tombolato (2.500 spett.)\| Arbitro: \| Ciampi (Roma) \| |
| Arbitro:                                             | Ciampi (Roma) |               |          |                                                                           |

| Arbitro: | Celi (Campobasso) |

|                        |           |              |
| Masucci 9’ Noselli 75’ | Marcatori | 45’ Stellone |

| Arbitro: | C. Russo (Nola) |

|               |           |                |
| Catellani 10’ | Marcatori | 40’ Martinetti |

| Arbitro: | De Marco (Chiavari) |

|  |           |             |
|  | Marcatori | 88’ Brienza |

| Arbitro: | Giannoccaro (Lecce) |

|          |           |                                           |
| Çani 24’ | Marcatori | 9’ Martinetti 56’ Zampagna 90+5’ Salvetti |

| Arbitro: | Pinzani (Empoli) |

|                |           |  |
| Martinetti 21’ | Marcatori |  |

| Arbitro: | Banti (Livorno) |

|                |           |             |
| Di Nardo 90+1’ | Marcatori | 40’ Noselli |

| Arbitro: | C. Russo (Nola) |

|                             |           |                                             |
| Quadrini 66’ Zampagna 90+5’ | Marcatori | 3’ R. Bianchi 50’ L. Scaglia 79’ Gasbarroni |

| Arbitro: | Tommasi (Bassano del Grappa) |

|           |           |                                    |
| Siano 80’ | Marcatori | 16’ Quadrini 34’, 47’, 67’ Noselli |

| Arbitro: | Valeri (Roma) |

|                                    |           |                        |
| Riccio 9’ Quadrini 56’ Noselli 68’ | Marcatori | 65’ Vannucchi 74’ Éder |

| Lecce 30 maggio 2010, ore 16:00 CEST 42ª giornata | Lecce            | 0 – 0 referto | Sassuolo | Stadio Via del Mare (24.455 spett.)\| Arbitro: \| Rocchi (Firenze) \| |
| Arbitro:                                          | Rocchi (Firenze) |               |          |                                                                       |

#### Play-off
| Arbitro: | Bergonzi (Genova) |

|                |           |                |
| R. Bianchi 72’ | Marcatori | 30’ Martinetti |

| Arbitro: | Orsato (Schio) |

|                |           |                              |
| Martinetti 24’ | Marcatori | 3’ L. Scaglia 51’ R. Bianchi |

### Coppa Italia
| Arbitro: | Pinzani (Empoli) |

|                      |           |  |
| Masucci 1’ Fusani 6’ | Marcatori |  |

| Arbitro: | Mazzoleni (Bergamo) |

|                        |           |  |
| Salvetti 2’ Riccio 28’ | Marcatori |  |

| Arbitro: | Baracani (Firenze) |

|               |           |  |
| Stankovic 51’ | Marcatori |  |

## Statistiche

### Statistiche di squadra
| Competizione | Punti | In casa | In casa | In casa | In casa | In casa | In casa | In trasferta | In trasferta | In trasferta | In trasferta | In trasferta | In trasferta | Totale | Totale | Totale | Totale | Totale | Totale | DR  |
| Competizione | Punti | G       | V       | N       | P       | Gf      | Gs      | G            | V            | N            | P            | Gf           | Gs           | G      | V      | N      | P      | Gf     | Gs     | DR  |
| ------------ | ----- | ------- | ------- | ------- | ------- | ------- | ------- | ------------ | ------------ | ------------ | ------------ | ------------ | ------------ | ------ | ------ | ------ | ------ | ------ | ------ | --- |
| Serie B      | 69    | 21      | 9       | 5       | 7       | 27      | 24      | 21           | 9            | 10           | 2            | 33           | 18           | 42     | 18     | 15     | 9      | 60     | 42     | +18 |
| Play-off     |       | 1       | 0       | 0       | 1       | 1       | 2       | 1            | 0            | 1            | 0            | 1            | 1            | 2      | 0      | 1      | 1      | 2      | 3      | -1  |
| Coppa Italia |       | 2       | 2       | 0       | 0       | 4       | 0       | 1            | 0            | 0            | 1            | 0            | 1            | 3      | 2      | 0      | 1      | 4      | 1      | +3  |
| Totale       |       | 24      | 11      | 5       | 8       | 32      | 26      | 23           | 9            | 11           | 3            | 34           | 20           | 47     | 20     | 16     | 11     | 66     | 46     | +20 |